# 멤피스 피라미드
멤피스 피라미드(영어: Memphis Pyramid)는 미국 테네시주 멤피스에 위치한 실내 경기장이다. 과거 NBA 멤피스 그리즐리스와 NCAA 멤피스 대학교 농구팀의 홈경기장으로 사용했다.
외형은 피라미드 형태로 되어 있으며, 높이는 약 98m로 세계에서 10번째로 큰 피라미드로 등재되었다.